# Radoslav Katičić
Radoslav Katičić (Zagreb, 3. srpnja 1930. – Beč, 10. kolovoza 2019.) bio je hrvatski jezikoslovac i književni povjesničar.

## Životopis
Radoslav Katičić rođen je u Zagrebu 1930. godine. Pohađao je Klasičnu gimnaziju u Zagrebu koju je završio 1949. godine. Godine 1954. na Filozofskom fakultetu u Zagrebu diplomirao je klasičnu filologiju, a na istome fakultetu 1959. godine doktorirao je s disertacijom Pitanje jedinstva indoeuropske glagolske fleksije. Prvi su mu radovi iz grčke filologije. Od 1958. godine je na Filozofskome fakultetu asistent na Katedri za indoeuropsku poredbenu gramatiku. Docent je postao 1961., izvanredni profesor 1966. i redoviti 1972. godine. Utemeljitelj je studija opće lingvistike i indologije na Filozofskome fakultetu u Zagrebu. Od 1961. do 1977. godine bio je pročelnik novoosnovanoga Odsjeka za opću lingvistiku i orijentalne studije. Bio je jedan od autora Deklaracije o nazivu i položaju hrvatskog književnog jezika, 1967. godine. Od 1977. godine do umirovljenja profesor je slavenske filologije na Sveučilištu u Beču. Od 1978. do 1987. godine bio je predstojnik tamošnjega Instituta za slavistiku a od 1998. godine je profesor emeritus Sveučilišta u Beču.
Bio je član HAZU (izvanredni od 1973. i redoviti od 1986. godine), Austrijske akademije znanosti (izvanredni od 1981. i redoviti od 1989. godine - isto od 1989. predsjednik Balkanske komisije te akademije), ANUBiH, Norveške akademije te Academia Europaea i Accademia dei Lincei (Italija) te Kosovske akademije znanosti i umjetnosti.
Radoslav Katičić umro je 10. kolovoza 2019. godine u dobi od 89 godina. Pokopan je 29. kolovoza 2019. godine na zagrebačkome groblju Mirogoju.

## Znanstvena djelatnost
Katičićevi radovi se mogu, ugrubo, podijeliti na pet područja:
- djela iz opće lingvistike, u kojima je razvijao razne suvremene jezikoslovne pristupe poput strukturalne lingvistike i transformacijske gramatike
- književnojezične studije iz područja europskih i neeuropskih književnosti (starogrčke, bizantske, indijske), te arealne lingvistike izumrlih jezika (balkanski jezici)
- jezičnopovijesne radove u kojima je istraživao kontinuitet hrvatske pismenosti i jezičnoga izraza, od početaka na latinskom i crkvenoslavenskom ("Uz početke hrvatskih početaka"), preko djela renesansnih i baroknih pisaca kao što su Marin Držić ili Bartol Kašić, sve do modernoga standardnoga jezika (Sintaksa hrvatskoga književnoga jezika, 1986.)
- velika sintetska djela u kojima obrađuje civilizacijski kontinuitet hrvatske uljudbe (Litterarium studia, Na kroatističkim raskrižjima)
- rekonstrukcija praslavenskoga sakralnog pjesništva te slavenske pretkršćanske vjere. (Petoknjižje s podnaslovom Tragovima svetih pjesama naše pretkršćanske starine)

Radoslav Katičić pripada trolistu (uz Dalibora Brozovića i Stjepana Babića) hrvatskih jezikoslovaca koji je, pod utjecajem suvremenih lingvističkih spoznaja, "srušio" sliku o povijesnim mijenama hrvatskoga jezika koju su gradili tzv. hrvatski vukovci (Tomislav Maretić, Milan Rešetar) i ocrtao novi jezičnopovijesni zemljovid, te konačno i formalnolingvistički kodificirao hrvatski standardni jezik apsorbiravši cjelokupnu hrvatsku književnu i pismenu baštinu koju je unitaristička struja među jezikoslovcima zabacivala- od Marina Držića do Miroslava Krleže.
Na području slavistike je najrenomiraniji hrvatski stručnjak u međunarodnim razmjerima. Svojim velikim znanstvenim opusom i radom je pridonio i pridonosi ugledu hrvatske znanosti u Austriji, Europi i svijetu. Na taj način je promicao hrvatsku kulturu, hrvatsku književnost i komparativnu kroatistiku. Osim toga, posebnu je pozornost posvetio radu s gradišćanskim Hrvatima. Pridonio je tome da su se Hrvati iz Gradišća upoznali sa širim protežnostima svojega kulturnog identiteta i da svoje hrvatstvo doživljavaju u sklopu cjelokupnoga hrvatstva. Pri radu s njima se Katičić dosta usredotočio na jezik Hrvata iz Gradišća i na sve i dvojbe oko njega. Sve je to sročio i prikazao govornicima njemačkog jezika u krugovima međunarodne slavistike. Na Slavističkom institutu Sveučilišta u Beču utemeljio je 1982. godine gradišćanskohrvatski lektorat. Za sav taj rad je dobio INA-inu nagradu 1998. godine.
Bio je predsjednik Vijeća za normu hrvatskoga standardnog jezika.

## Djela
Nepotpun popis:
- Osnovni pojmovi suvremene lingvističke teorije, (Zagreb, 1967.)
- A Contribution to the General Theory of Comparative Linguistics, (Haag-Paris, 1970.)
- Jezikoslovni ogledi, (Zagreb, 1971.)
- Stara indijska književnost, (Zagreb, 1973.)
- Članak: Liburnski otoci kod antičkih pisaca. Zbornik: Zadarsko otočje, povremena izdanja Narodnoga muzeja u Zadru, svezak 1, Zadar, 1974., 35-45.
- The Ancient Languages of the Balkans, 1-2, (Haag-Pariz, 1976.)
- Novi jezikoslovni ogledi, (Zagreb, 1984.; 2. dop. izd. 1992.)
- Sintaksa hrvatskoga književnog jezika, (Zagreb, 1986.; 2. izd. 1991.; 3. izd. 2002.)
- Dva tisućljeća pismene kulture na tlu Hrvatske, (suautor Slobodan Prosperov Novak),[9] Zagreb 1987. (2. izd. 1988.; prijevod na njem. 1987., engl. i tal. 1990.).
- Uz početke hrvatskih početaka, (Split, 1993.)
- Na ishodištu, (Zagreb, 1994.; 2. izd. 2005.)
- Illyricum mythologicum, (Zagreb, 1995.)
- Ein Ausblick auf die slawischsprachige Völkerwelt im Südosten, (Beč, 1996.)
- Litterarum studia: Književnost i naobrazba ranoga hrvatskog srednjovjekovlja, (Zagreb, 1998.; 2. izd. 2007.; njem. izd. Literatur- und Geistesgeschichte des kroatischen Frühmittelalters, Beč, 1999.)
- Na kroatističkim raskrižjima, (Zagreb, 1999.)
- Die Hauswirtin am Tor, (Frankfurt na Majni, 2003.)
- Boristenu u pohode, (Zagreb, 2008.)
- Hrvatski jezik, (Zagreb, 2013.)
- Niz Tragovima svetih pjesama naše pretkršćanske starine (2008. – 2017.)
  - Božanski boj: Tragovima svetih pjesama naše pretkršćanske starine, (Zagreb, 2008.)
  - Zeleni lug: Tragovima svetih pjesama naše pretkršćanske starine, (Zagreb, 2010.)
  - Gazdarica na vratima: Tragovima svetih pjesama naše pretkršćanske starine, (Zagreb, 2011.)
  - Vilinska vrata: I dalje tragovima svetih pjesama naše pretkršćanske starine, (Zagreb, 2014.)
  - Naša stara vjera: Tragovima svetih pjesama naše pretkršćanske starine, (Zagreb, 2017.)

## Nagrade i počasti
- 1994.: Nagrada grada Zagreba
- 1998.: INA-ina nagrada za promicanje hrvatske kulture u svijetu[7]
- 1999.: Nagrada "Stjepan Ivšić", za osobite uspjehe u jezikoslovnom radu.[10]
- 1999.: Znanstveni institut Gradišćanskih Hrvatov proglasio ga je svojim počasnim članom.[6]
- 2006.: Državna nagrada za znanost, za životno djelo.[3][10]
- 2006.: Nagrada "Adolfo Veber Tkalčević", za osobit doprinos u području proučavanja hrvatske sintakse, 1. Hrvatski sintaktički dani u organizaciji Filozofskoga fakulteta u Osijeku i Instituta za hrvatski jezik i jezikoslovlje
- 2010.: Odličje Janko Drašković.[11]
- 2017.: Nagrada "Bulcsú László" za filologiju.[12]
- 2018.: Red kneza Branimira s ogrlicom, za kontinuirano proučavanje hrvatskog jezičnog identiteta i kulture, te iznimno vrijednog doprinosa hrvatskoj i svjetskoj lingvistici.[13]
- 2021.: Nagrada grada Zagreba (posmrtno), kao član Radne skupine i projektnog tima znanstveno-istraživačkog i izdavačkog projekta Povijest hrvatskoga jezika od srednjeg vijeka do 21. stoljeća[14][15]

## Vanjske poveznice
- akademik Radoslav Katičić  Arhivirana inačica izvorne stranice od 18. studenoga 2017. (Wayback Machine), hazu.hr
- Katičić, Radoslav, hbl.lzmk.hr, (Mislav Ježić, 2009.)
- Radoslav Katičić: Zapisi s izvorišta, Slovo, br. 25-26, 1976.
- Radoslav Katičić: "Slověnski" i "hrvatski" kao zamjenjivi nazivi za jezik hrvatske književnosti, Jezik, sv. 36, br. 4, 1988.
- Radoslav Katičić: Vuk Stefanović Karadžić i književni jezik u Hrvata, Jezik, sv. 35, br. 2, 1987.
- Radoslav Katičić: O početku novoštokavskoga hrvatskoga jezičnog standarda, o njegovu položaju u povijesti hrvatskoga književnog jezika i u cjelini standardne novoštokavštine, Filologija, br. 8, 1978.
- Radoslav Katičić: Deklaracija i jezikoslovlje, Jezik, sv. 55, br. 1, 2008.
- Radoslav Katičić: Načela standardnosti hrvatskoga jezika, Jezik, sv. 43, br. 5, 1995.
- Radoslav Katičić: Zeleni lug, Filologija, br. 51, 2008.
- Radoslav Katičić: Božanski boj
- Radoslav Katičić: Glavna obilježja hrvatske kulture, Kroatologija, sv. 1, br. 1, 2010.